# Ruhr Museum
Il Ruhr Museum (in italiano Museo della Ruhr), chiamato precedentemente  Ruhrland Museum, è un museo di storia naturale e culturale situato nel Ruhrgebiet ad Essen, in Germania. Il museo è gestito dalla Ruhr Museum Foundation ed è diretto dal 2012 dallo storico Heinrich Theodor Grütter.
L'ex Ruhrland Museum è stato chiuso nell'aprile 2007 per far posto ai nuovi edifici del Museo Folkwang. Il nuovo Museo della Ruhr ha aperto il 20 ottobre 2008 nel sito patrimonio UNESCO delle miniera di carbone dello Zollverein, ricostruita su progetto di Rem Koolhaas.
Il 9 gennaio 2010 il nuovo Museo della Ruhr è stato inaugurato con la presenza del presidente Horst Köhler nel corso del Ruhrgebiet.